# كجوري
كجوري (بالأردية: كچوري) هي وجبة مقلية خفيفة ذات طعم حلو وحار، نشأت في الهند. تحظى بشعبية واسعة في أماكن الشتات الهندية وغيرها من المجتمعات الهندية في جنوب آسيا.

## معرض الصور

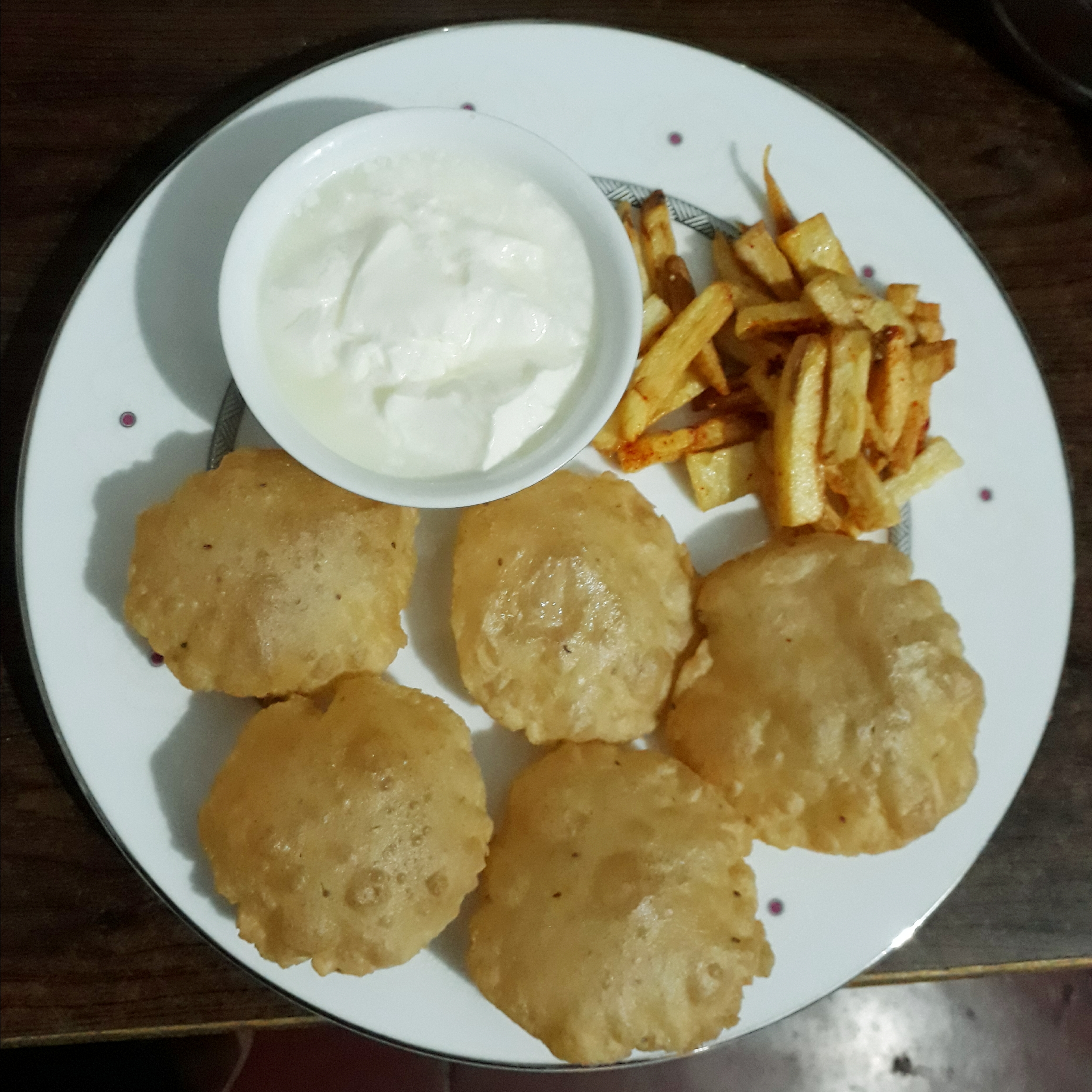
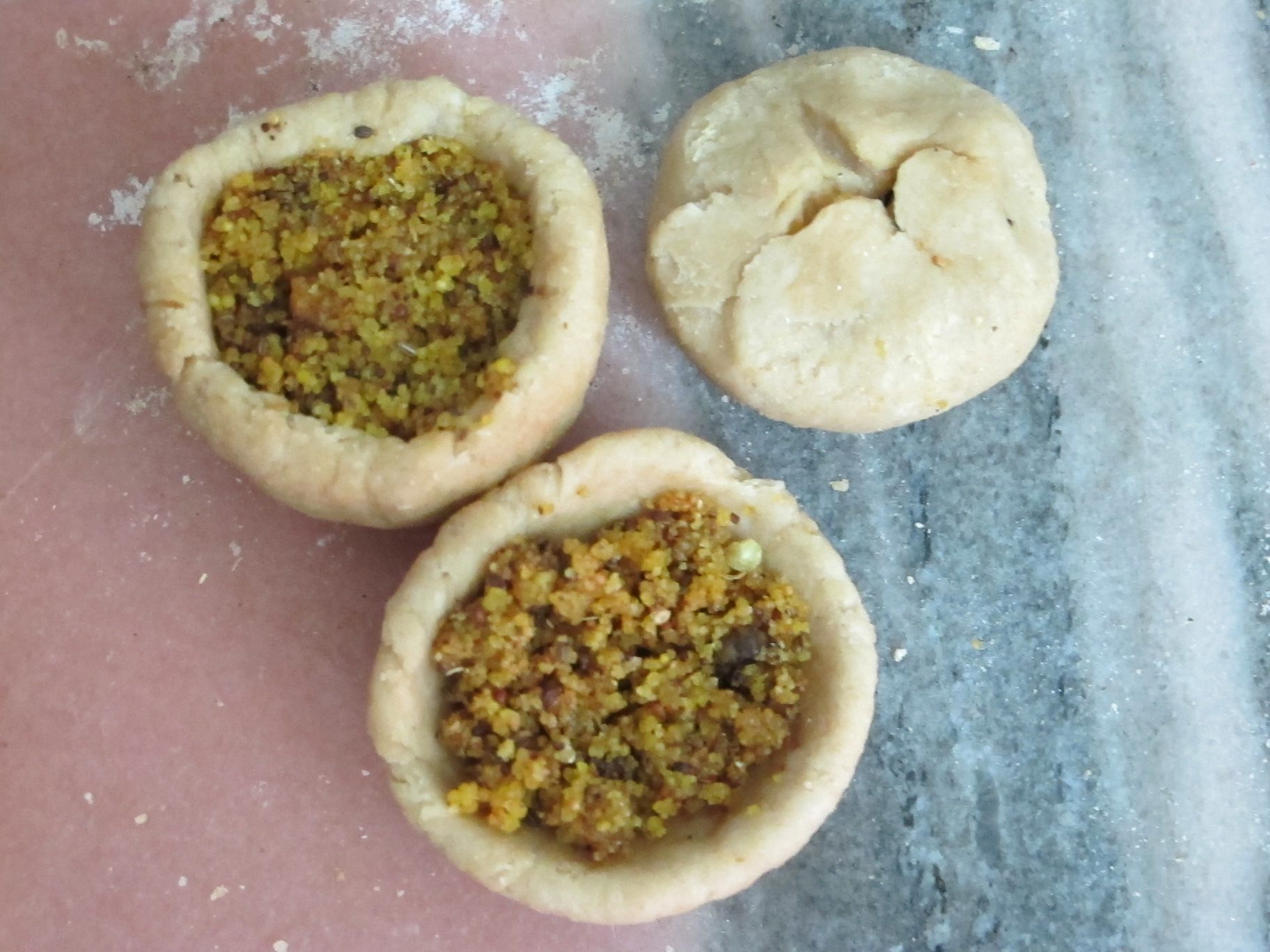
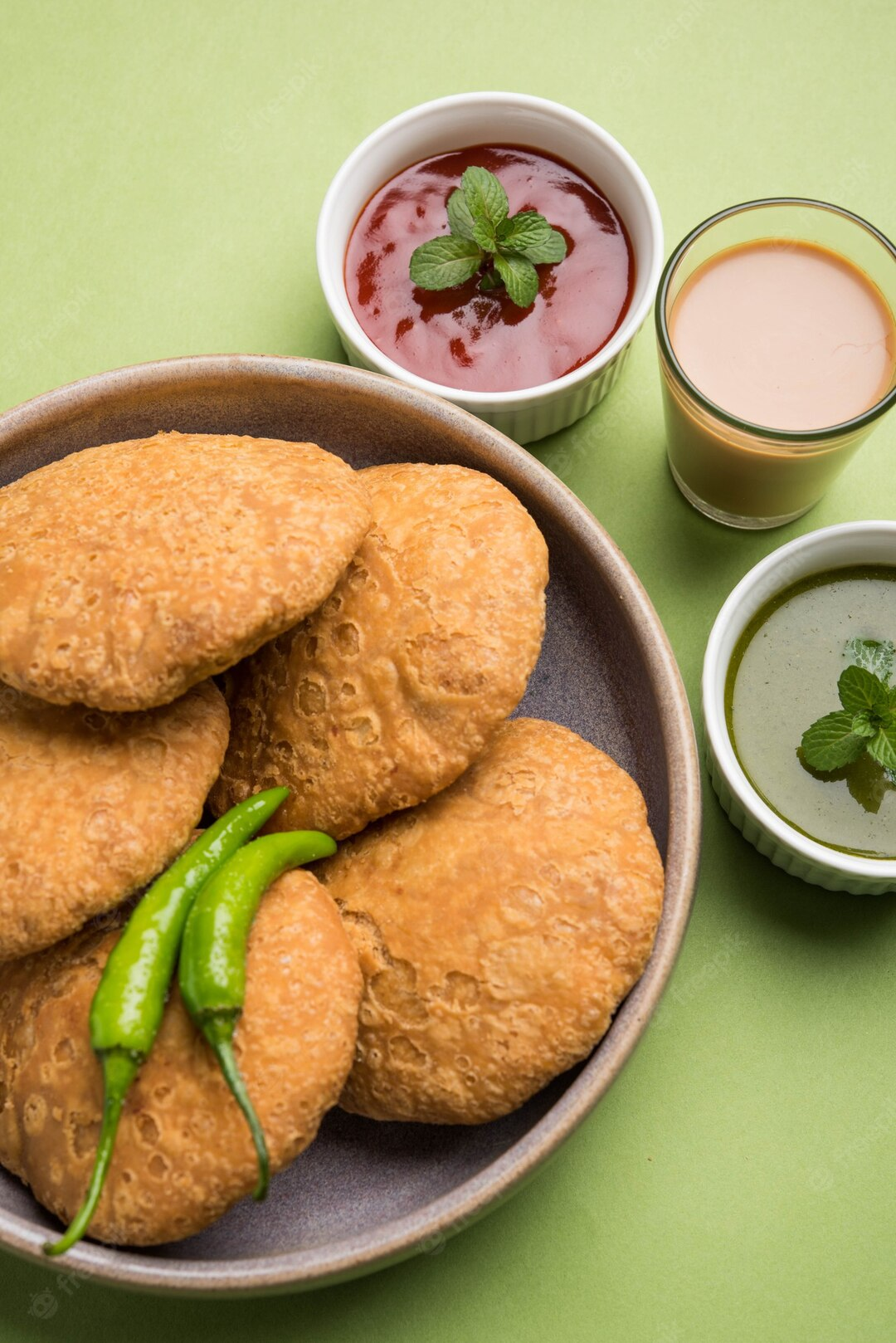